# Finnåtjärnen
Finnåtjärnen är en sjö i Älvdalens kommun i Dalarna och ingår i Dalälvens huvudavrinningsområde. Sjön har en area på 0,0917 kvadratkilometer och ligger 393,3 meter över havet.

## Delavrinningsområde
Finnåtjärnen ingår i det delavrinningsområde (678340-140272) som SMHI kallar för Ovan Lillån. Medelhöjden är 417 meter över havet och ytan är 37,24 kvadratkilometer. Räknas de 6 avrinningsområdena uppströms in blir den ackumulerade arean 106,89 kvadratkilometer. Dysån (Uppdjusån) som avvattnar avrinningsområdet har biflödesordning 2, vilket innebär att vattnet flödar genom totalt 2 vattendrag innan det når havet efter 350 kilometer. Avrinningsområdet består mestadels av skog (82 procent). Avrinningsområdet har 0,28 kvadratkilometer vattenytor vilket ger det en sjöprocent på 0,8 procent. Bebyggelsen i området täcker en yta av 0,83 kvadratkilometer eller 2 procent av avrinningsområdet.